# アルバート・スポールディング

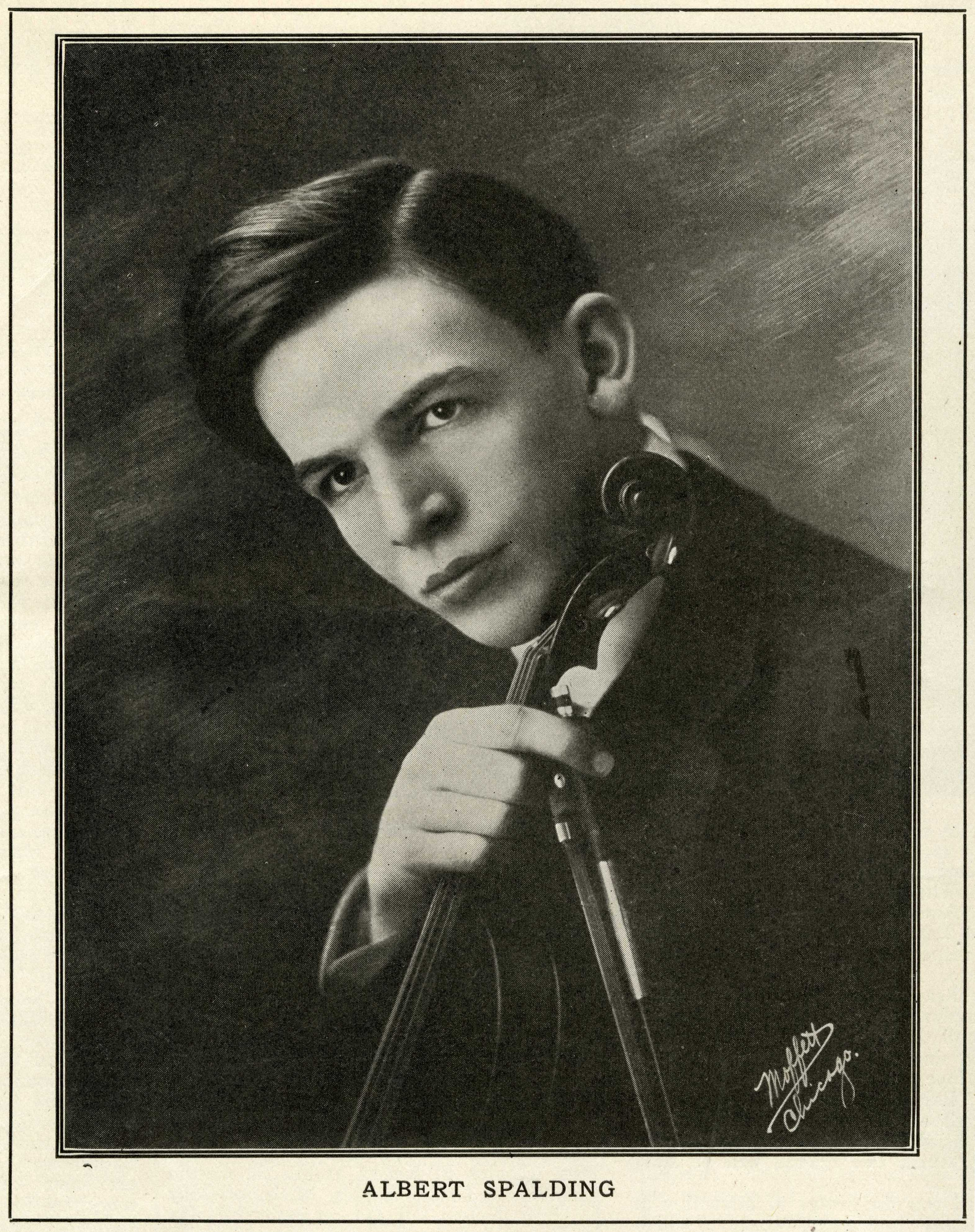
アルバート・スポールディング（1911年）

アルバート・スポールディング（Albert Spalding, 1888年8月15日 - 1953年5月26日）は、アメリカのヴァイオリン奏者。同名の叔父はスポーツ用品メーカー・スポルディングの創業者で野球選手・監督としても活躍した。

## 生涯
シカゴの生まれ。幼少の頃から、コントラルト歌手兼ピアニストでハープも堪能にした母マリー・ボードマンから音楽の手ほどきを受ける。夏はアメリカ、冬はイタリアのフィレンツェを行き来する生活を送っていたスポールディングは、7歳の時に叔母からヴァイオリンを送られ、フィレンツェではウルピアノ・チーティ、アメリカではジャン・ブイトラゴという2人の音楽教師の薫陶を受けることになった。またイタリアの作曲家アントニオ・スコントリーノに作曲法を学んでいる。1903年にはチーティの勧めでボローニャ音楽院の卒業試験を受けて卒業証書を取得した。その後すぐにパリ音楽院に留学し、ナルシス＝オーギュスタン・ルフォールのクラスで学んだ。1905年にヴァイオリン奏者としてパリでデビューを飾り、その年のうちにハンス・リヒター率いるロンドン交響楽団と共演した。1908年に帰国し、ニューヨークのカーネギー・ホールでウォルター・ダムロッシュの指揮するニューヨーク交響楽団と共演してアメリカ・デビューを飾った。その後はヨーロッパ各地を巡って国際的名声を確立した。第一次世界大戦には従軍するものの、終戦後に演奏活動を再開している。1941年にはサミュエル・バーバーのヴァイオリン協奏曲の初演ソリストを務めた。
第二次世界大戦に従軍後、1945年ごろから演奏活動を減らすようになり、1950年にコンサート活動から引退した。ニューヨークにて死去した。